# Mittlerer Buntsandstein
Der Mittlere Buntsandstein ist eine lithostratigraphische Untergruppe der Buntsandstein-Gruppe der Germanischen Trias. Die lithostratigraphische Einheit wird von der Bernburg-Formation des Unteren Buntsandsteins unterlagert und von der Untergruppe des Oberen Buntsandsteins (gleichbedeutend mit der Röt-Formation) überlagert.

## Definition
Die Untergrenze des Mittleren Buntsandsteins ist durch die Basis der Volpriehausen-Formation definiert. Diese Grenze fällt mit einer Diskordanz und einem ausgeprägten Wechsel bzw. Anstieg in der Korngröße zusammen. Die Obergrenze bildet die Basis der Röt-Formation. Die Untergrenze des Mittleren Buntsandsteins liegt biostratigraphisch im Unteren Olenekium, die Obergrenze liegt im untersten Anisium. Dies korreliert in der Geochronologie mit dem Zeitraum von 249 bis 244,5 Millionen Jahren.

## Gliederung
Der mittlere Buntsandstein wird in vier lithostratigraphische Formationen bzw. vier allostratigraphische Folgen gegliedert, die in diesem Falle aber identisch sind. Im Buntsandstein werden die Begriffe Formation oder Folge häufig synonym benutzt. Die vier Formationen/Folgen von oben nach unten:
- Solling-Formation
- Hardegsen-Formation
- Detfurth-Formation
- Volpriehausen-Formation

## Ablagerungsraum

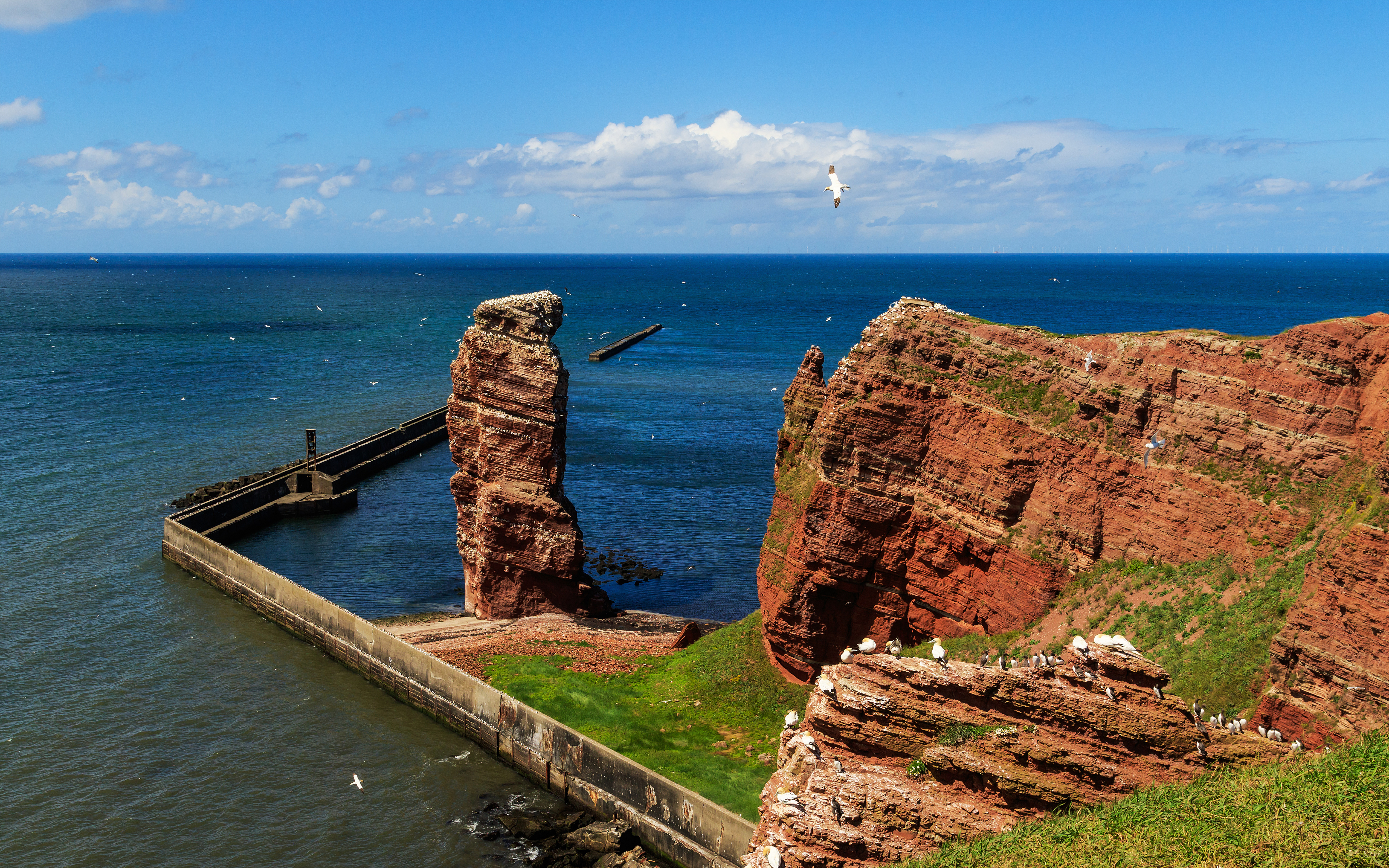
Lange Anna, Mittlerer Buntsandstein von Helgoland

Der Ablagerungsraum des Mittleren Buntsandsteins war ein flaches Becken, in das von den nördlichen Hochgebieten Flüsse bis in das Beckeninnere vordrangen. Die Sedimentation wird von z. T. mächtigen fluviatilen Sandsteinen und Konglomeraten geprägt. Auch äolische, limnische, lakustrine und lagunäre Ablagerungen kommen vor. Vor allem in den Randbereichen sind Bodenhorizonte verbreitet, die Kalkkrusten enthalten können. An der Grenze zum Oberen Buntsandstein ist vor allem in den südlichen Beckenbereichen ein Karneol-Dolomit-Horizont ausgebildet, der ebenfalls als Bodenhorizont zu deuten ist. 

## Fossilien
Auf Grund des semiariden bis ariden Klimas lassen sich im mittleren Buntsandstein meist nur sehr artenarme Faunen auffinden. Unter den Wirbeltieren sind einige kleine Reptilien (unter anderem Procolophonier), „Labyrinthodontier“ wie beispielsweise Trematosaurus (ein relativ großer Temnospondyle) und Spurenfossilien wie Chirotherium (Trittsiegel und Fährten früher Archosaurier) erhalten. Unter den Wirbellosen wären zu nennen Conchostraken, Muscheln und Ostrakoden. Unter den Pflanzenfossilien treten Pleuromaia (Bärlappgewächs), Schizoneura (Farn) und Voltzia (Konifere) auf. Sporen und Pollen sind relativ häufig, unter anderem von Bärlappgewächsen.